# Dolegna del Collio
Dolegna del Collio (furlanski: Dolègne, slovenski: Dolenje) je općina u Goričkoj pokrajini u Italiji. 

## Zemljopis
Ova općina graniči s općinama Cormons, Corno di Rosazzo i Prepotto u Italiji, te Brda u Sloveniji.
Naselja (frazioni) u općini su: Mernicco, Restoccina, Ruttars, Scriò, Trussio, Breg, Lonzano, Venco, i Barbana nel Collio.